# W. M. Wonham

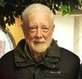
Wonham (2015)

Walter Murray Wonham (* 1934; † 14. Mai 2023 in Toronto Ontario) war ein kanadischer Systemtheoretiker und Ingenieur für Regelungstechnik.
Wonham machte 1956 seinen Bachelor-Abschluss als Physikingenieur an der McGill University und wurde 1961 in Kontrolltheorie an der University of Cambridge promoviert. In den 1960er Jahren war er am Control and Information Systems Laboratory der Purdue University, am Forschungszentrum von Martin Marietta, an der Fakultät für Angewandte Mathematik der Brown University und im Office for Control Theory and Applications des Elektronik-Forschungszentrums der NASA. Ab 1970 war er in der Gruppe für Kontrolltheorie der Fakultät für Elektrotechnik der University of Toronto, wo er Professor wurde. Er war auch Gastprofessor am MIT, an der Washington University, der Universität Bremen, dem Mathematikinstitut der Academia Sinica in Peking, dem Indian Institute of Technology in Kanpur.
Er befasste sich mit stochastischer Kontrolle und stochastischen Filtern, der geometrischen Kontrolltheorie in mehreren Variablen und der Kontrolle diskreter Ereignissysteme vom Standpunkt mathematischer Logik und formaler Sprachen.
Wonham ist Fellow der Royal Society of Canada und der IEEE, deren Control System Science and Engineering Award er 1987 erhielt. 1990 erhielt er die Brouwer-Medaille.

## Schriften
- Linear multivariable control: a geometric approach. Springer Verlag 1974